# سهل تشوبوك
سهل چوبوك (و يُنطق: تشوبوك) (بالتركية: Çubuk Ovası)‏ هو سهل يقع في محيط محافظة أنقرة التركية، في الجزء الأوسط من البلاد، على بعد حوالي 30 كيلومترًا شمال شرق العاصمة أنقرة. ولهذا السهل أهمية تاريخية بارزة. وقعت معركة أنقرة بين تيمورلنك والعثمانيين في هذا السهل عام 1402م. اكتسب تيمورلنك مكانًا في تاريخ العالم من خلال إخفاء أفياله الحربية بين الأشجار الكبيرة في هذه الوديان. ومع ذلك، تأثرت هذه الغابات بالظروف الطبيعية والاصطناعية في الوقت الحالي، مما أدى إلى اندثارها. 
تقع منطقة تشوبوك في منطقة زلزالية نشطة إلى اليوم. ومن أجل تلبية احتياجات أنقرة المائية، تم بناء سدي تشوبوك 1 وتشوبوك 2 على مضيقين في الطرفين الجنوبي والشمالي لسهل تشوبوك. 

## الأهمية الاقتصادية
يعتبر سهل تشوبوكمنطقة منتجة للغاية من حيث الأنشطة الزراعية. تسمح تربة السهل الخصبة بزراعة مختلف المنتجات الزراعية. تُزرع هنا منتجات مثل القمح والشعير والبطاطس والفاصوليا والحمص على نطاق واسع. وبالإضافة إلى ذلك، فإن إنتاج الفاكهة والخضروات مهم أيضًا. يؤدي تحسين مرافق الري في المنطقة إلى زيادة الإنتاجية الزراعية.
وتعتبر تربية الماشية أيضًا مصدرًا مهمًا للدخل. تتم تربية الماشية والأغنام على نطاق واسع. وبالإضافة إلى ذلك، تعتبر تربية النحل وإنتاج الحليب من الأنشطة الاقتصادية الهامة في المنطقة.
يتمتع سهل تشوبوك بتنوع بيولوجي غني وهو موطن لأنواع نباتية وحيوانية مختلفة. تشمل الأنواع النباتية الشائعة في هذه المنطقة أشجار الصنوبر والبلوط والحور والصفصاف. بالإضافة إلى ذلك، توجد أيضًا أنواع مختلفة من الأعشاب والشجيرات بشكل شائع في السهل. ومن حيث أنواع الحيوانات، تعيش في هذه المنطقة الثعالب والأرانب والخنازير البرية وأنواع الطيور المختلفة. 
على الرغم من أن منطقة تشوبوك تبعد 40 كم عن أنقرة، إلا أنها تعتبر منتجع صيفي ومركز ترفيهي في أنقرة. أثناء انتظار الأيام التي ستستمتع فيها الهضاب الملونة بهوائها النقي؛ وهي تواصل خدمة عملائها الذين لا يُنسى من خلال عسل أنقرة الذي لا يُنسى، وكمثرى أنقرة، والكرز الحامض والمخلل. 

## الجبال
أعلى جبل في المنطقة هو جبل إدريس (بالتركية: İdris Dağı)‏. ويبلغ ارتفاعه 1,985 م. أما الجبال الأخرى فهي جبل أيدوس (بالتركية: Aydos Dağı)‏ الذي يبلغ ارتفاعه 1880 مترًا وجبل كارياغدي الذي يبلغ ارتفاعه 1661 مترًا.

## المناخ
يُظهر مناخ سهل تشوبوك سمة مناخية انتقالية نظراً لموقعه الجغرافي. هناك ميزة انتقالية بين المناخ القاري النموذجي في وسط الأناضول والمناخ الرطب في منطقة البحر الأسود. المناخ حار وجاف في الصيف وبارد وممطر في الشتاء. ويكون الهطول عمومًا على شكل ثلوج في الشتاء. ويبلغ معدل هطول الأمطار السنوي في سهل تشوبوك، الذي يفوق معدل سقوط الأمطار في محافظة أنقرة التابعة لها، 401 ملم في مركز القضاء، بينما يصل هذا المقدار إلى 448 ملم عند التحرك نحو الشمال. من ناحية أخرى، لا يزال معدل هطول الأمطار السنوي في أنقرة عند 360 ملم. أعلى هطول للأمطار يحدث في الشتاء، يليه الربيع. أعلى هطول للأمطار هو في شهر مايو حيث يبلغ 59 ملم. 
تتراوح درجة الحرارة المتوسطة في المنطقة حوالي 14 درجة مئوية. أعلى درجة حرارة تُسجل في أغسطس حيث تصل إلى 29 درجة مئوية، وأدنى درجة حرارة تسجل في ديسمبر حيث تصل إلى 0 درجة مئوية.